# Netherlands Heart Institute
Het Netherlands Heart Institute, daarvoor het Interuniversitair Cardiologisch Instituut Nederland ICIN en het ICIN-Netherlands Heart Institute, is een Nederlands medisch onderzoeksinstituut.
Het ICIN is in 1972 door Dirk Durrer opgericht, toen een van Nederlands voornaamste cardiologen, als samenwerkingsverband van de cardiologieafdelingen van de Nederlandse academische ziekenhuizen. Het doel van de samenwerking was te voorkomen dat er doublures in het wetenschappelijke onderzoek in Nederland zouden ontstaan, door de samenwerking kennis en middelen te kunnen delen, die voor een centrum te kostbaar zouden zijn, en onderzoeksgeld beter te benutten. Het ICIN ging in 1988 een samenwerking aan met de Koninklijke Nederlandse Akademie van Wetenschappen KNAW en kreeg in 1993 de status van KNAW-instituut. Het voerde sinds 2010 de naam ICIN-Netherlands Heart Institute, maar ging sinds 2016 onafhankelijk van de KNAW door en noemde zich daarna Netherlands Heart Institute.
Medewerkers hebben bijgedragen aan wetenschappelijke tijdschriften zoals European Heart Journal, Netherlands Heart Journal, The American Heart Journal, Circulation, enzovoort.
Het is een andere instelling dan de Nederlandse Hartstichting.

## Websites
- officiële site
- Lancering Netherlands Heart Institute.